# Gilda Casanova
Gilda Casanova (ur. 19 grudnia 1995) – kubańska lekkoatletka specjalizująca się w biegach sprinterskich. 
W 2014 sięgnęła po srebro w biegu na 400 metrów podczas juniorskich mistrzostw świata w Eugene.
Medalistka mistrzostw Kuby (również w biegu na 800 metrów).

## Osiągnięcia
| Rok  | Impreza                               | Miejsce        | Konkurencja             | Pozycja    | Wynik   |
| ---- | ------------------------------------- | -------------- | ----------------------- | ---------- | ------- |
| 2014 | Mistrzostwa świata juniorów           | Eugene         | bieg na 400 metrów      | 2. miejsce | 52,59   |
| 2014 | Igrzyska Ameryki Środkowej i Karaibów | Xalapa         | sztafeta 4 × 400 metrów | 1. miejsce | 3:29,69 |
| 2015 | Igrzyska panamerykańskie              | Toronto        | sztafeta 4 × 400 metrów | 4. miejsce | 3:31,22 |
| 2015 | Mistrzostwa NACAC                     | San José       | bieg na 800 metrów      | 5. miejsce | 2:06,23 |
| 2016 | Igrzyska olimpijskie                  | Rio de Janeiro | sztafeta 4 × 400 metrów | eliminacje | 3:30,11 |

## Rekordy życiowe
- bieg na 400 metrów – 52,28 (2014)
- bieg na 800 metrów – 2:02,50 (2014)